# الیزابت مجارستان
الیزابت مجارستان (آلمانی: Heilige Elisabeth von Thüringen , مجاری: Árpád-házi Szent Erzsébet؛ ۷ ژوئیه ۱۲۰۷–۱۷ نوامبر ۱۲۳۱)، همچنین به نام الیزابت تورینگیا یا سنت الیزابت تورینگیا معروف است، شاهزاده پادشاهی مجارستان، از تورینگا، آلمان، و یک قدیس کاتولیک بوده‌است که اوایل عضو مرتبه سوم سنت فرانسیس بود، که از آن به عنوان قدیس حامی تجلیل می‌شود.

## زندگی‌نامه
الیزابت شاهزاده ای از کشور مجارستان که در ۷ ژوییه سال ۱۲۰۷ میلادی احتمالاً در قلعه شاروش پاتاک متولد شد. او دختر پادشاه آندریاس دوم و ملکه کاترین بود خواهر مادرش هدویگ زیلزیا همسر دوک هاینریش اول سیلسیا بود. الیزابت چهارده سال سن داشت که با شاهزادهٔ ۲۱ سال ای به نام لویی در شرق آلمان ازدواج کرد که به یکی از بهترین و خوشبخت‌ترین ازدواج‌های تاریخ مشهور است بین آن دو عشق فراوانی وجود داشت آن‌ها صاحب ۳ فرزند شدند لویی در جریان یکی از سفرهایش دچار بیماری مالاریا شد و درگذشت. پس از مرگ لویی او تمام ثروت خود را ترک نمود به انجمن سوم قدیس فرانسیس آسیزی پیوست او بیمارستانی به افتخار این قدیس تأسیس نمود. پس از مدتی در ۱۷ نوامبر ۱۲۳۱ در میان فقرا در سن ۲۴ سالگی درگذشت. پس از فوت ایشان کلیسای بزرگی در ماربورگ احداث و جسد وی در آن دفن شد او به سمبل خیریه مسیحی تبدیل شد و هنوز ۴ سال از مرگش نگذشته بود که در ۲۵ مه سال ۱۲۳۵ قدیس اعلام گردید
.